# Colgate Darden
Colgate Whitehead Darden Jr. (* 11. Februar 1897 bei Franklin, Virginia; † 9. Juni 1981 in Norfolk, Virginia) war ein US-amerikanischer Politiker und von 1942 bis 1946 Gouverneur des Bundesstaates Virginia. Zweimal war er Abgeordneter im US-Repräsentantenhaus.

## Frühe Jahre und politischer Aufstieg
Colgate Darden besuchte die öffentlichen Schulen seiner Heimat. Danach studierte er bis 1922 an der University of Virginia und dann bis 1923 an der Columbia University in New York, wo er Jura studierte. Seine Studienzeit wurde vom Ersten Weltkrieg unterbrochen, an dem Darden bereits seit 1916 als Soldat der französischen Armee teilnahm. Nach dem Kriegseintritt der Vereinigten Staaten wurde er Leutnant des United States Marine Corps im amerikanischen Fliegerkorps. Nach seiner Zulassung als Rechtsanwalt begann er in Norfolk in diesem Beruf zu arbeiten.
Darden wurde Mitglied der Demokratischen Partei. Zwischen 1930 und 1933 saß er im Abgeordnetenhaus von Virginia. Danach vertrat er zwischen dem 4. März 1933 und dem 3. Januar 1937 seinen Staat als Abgeordneter im Kongress. Nachdem er bei den Kongresswahlen des Jahres 1936 gescheitert war, musste er eine Legislaturperiode im Kongress aussetzen, in den er nach seiner erneuten Wahl im Jahr 1938 zwischen dem 3. Januar 1939 und dem 1. März 1941 zurückkehrte. An diesem Tag legte er sein Mandat wegen seiner geplanten Kandidatur für den Posten des Gouverneurs von Virginia nieder.

## Gouverneur von Virginia
Nach seiner erfolgreichen Wahl zum Gouverneur seines Staates konnte Colgate Darden seine vierjährige Amtszeit am 21. Januar 1942 antreten. In seiner Amtszeit wurde die Staatsverschuldung Virginias weiter abgebaut. Seine Amtszeit war von den Ereignissen des Zweiten Weltkrieges überschattet, zu dem auch Virginia seinen Teil beitragen musste. Konkret musste die Produktion auf Rüstungsgüter umgestellt und nach dem Ende des Krieges wieder auf den zivilen Bedarf zurückgefahren werden. Soldaten wurden gemustert und den Streitkräften zur Verfügung gestellt. Lebensmittel und Treibstoffe wurden rationiert. Nach dem Ende des Krieges mussten die heimkehrenden Soldaten wieder in die Gesellschaft eingegliedert und die Invaliden so wie die Hinterbliebenen der Toten versorgt werden.

## Weiterer Lebenslauf
Nach dem Ende seiner Amtszeit wurde Darden als Nachfolger von John Lloyd Newcomb Präsident der University of Virginia. Dieses Amt übte er zwischen 1947 und 1959 aus. Er war außerdem Kanzler des College of William & Mary in Williamsburg. Im Jahr 1955 war Darden Delegierter auf der Vollversammlung der Vereinten Nationen.
Colgate Darden starb im Juni 1981. Er war mit Contance duPont verheiratet, mit der er drei Kinder hatte. Nach ihm ist die Darden Graduate School of Business Administration der University of Virginia benannt.